# 順道
順道（じゅんどう、朝鮮語: 순도、生没年不詳）は、高句麗にはじめて仏教を伝えた中国前秦の僧。インドもしくは西域に出自をもつとみられる。

## 概要
『三国史記』巻十八によると、高句麗小獣林王二年（372年）、前秦の皇帝苻堅が高句麗に使いを派遣し、順道とともに仏像・経文を送ったので、小獣林王はただちに謝使を遣わして前秦に入貢した。これが、高句麗にはじめて仏教が伝えられた公式記録であり、『三国史記』は「海東仏法の始なり」と特記している。
小獣林王四年（374年）には僧・阿道が高句麗に渡来した。小獣林王は、翌年、順道のために肖門寺（省文寺）を、阿道のために伊弗蘭寺を創建したという。
一然は、『三国遺事』巻三「又按元魏釋曇始（一云惠始）傳云。始關中人。自出家已後。多有異跡。晉孝武大元年末。齎經律數十部。往遼東宣化。現授三乘立以歸戒。蓋高麗聞道之始也。」と記載しているが、「傳云」は、慧皎が撰した『高僧伝』ではなく、覚訓が撰した『海東高僧伝』を指しており、一然は『海東高僧伝』によって曇始の存在を知っている。一然は、『三国史記』と、『海東高僧伝』の説く曇始説との矛盾に関し、『東史』にみられないとして曇始説を否定、『東史』である『三国史記』を採用し、曇始と阿道・墨胡子・摩羅難陀の年代・事蹟の類似から、阿道・墨胡子・摩羅難陀の中のいずれかの変諱と考えている。
高麗時代の1215年（高宗2年）に覚訓が撰した『海東高僧伝』は、順道は前秦ではなく、東晋から高句麗へ渡ったという説も紹介している。

## 史料
三国史記高句麗本紀巻十八から小獣林王の項全文
海東高僧伝巻一から

## 考証
高句麗小獣林王二年、中国前秦苻堅が使節とともに僧・順道を遣し、仏像、経文を高句麗に齎したことを以って高句麗仏教の最初とする見解がある。この見解は、『三国史記』に依拠しており、朝鮮史料『三国遺事』『海東高僧伝』『東国通鑑』も等しく『三国史記』を踏襲している。しかし、4世紀の高句麗仏教に就いて語る史料が、12世紀成立の『三国史記』ということは奇妙であり、木村宣彰は、順道による仏教伝来説は、『三国史記』編纂による「事実に非ざるものを事実の如く仮作したもので史実としての可信性の乏しい…捏造譚」「12世紀に至って王命によって『国史』として『三国史記』を編纂する際に一種の事物起源説話として仮作された」とする。崔致遠が撰した『鳳巌寺智証大師寂照塔碑』は、「昔、朝鮮三国が鼎立して存したとき、百済で蘇塗之儀を行なっていたのは、あたかも中国で金人（仏像）を甘泉宮に祀ったようなものである。その後、西の東晋の曇始が始めて（仏教を伝えるため）貊（高句麗）に之ったのは、あたかも（西の天竺の）迦葉摩騰が東の中国に入り（仏教を伝えた）のと同じである。また高句麗の阿度が南の我が新羅に来て（仏教を伝え）衆生を教化したのは、中国に於いて江南へ始めて仏教を伝えた康僧会の如くである」と述べ、高句麗に始めて仏教を伝えたのは『三国史記』の順道ではなく、東晋の曇始であると主張している。順道による仏教伝来説は、12世紀に至って出現した『三国史記』を根拠としており、それ以前に遡ることは不可能、しかも中国史料によって傍証できない。崔致遠の説く曇始の仏教伝来説は、『三国史記』よりも古く、さらに中国史料によって傍証される。慧皎が撰した『高僧伝』は、「釈曇始，関中人，自出家以後多有異迹，晋孝武大元之末，齋経律数十部往遼東宣化，顕授三乗立以帰戒，蓋高句驪開道之始也」とあり、孝武帝の太元末年、曇始が遼東へ往き経律数十部を齎して民を教化し、三帰依五戒を授けたことを以って「高麗開導之始也」としている。また『高僧伝』は、曇始が太元末年に関中を出て遼東に赴き、その後、義熙年間に高句麗から関中に還り、長安近くで開導したと伝えており、慧皎も明確な証拠を有した上での立言とみられる。高句麗と遠く離れ、交流の少ない江南で編まれた『高僧伝』が、殊更に曇始による高句麗往化を記すのは証拠が存するものとみられるが、『高僧伝』は、崔致遠の主張と符合している。また、神清が撰した『北山録』も「晋の曇始、孝武末（東晋也、帝位に臨み、深く仏法を奉り、苻堅の兵至り、謝玄破る也）、遼東に適き、高麗開導の始也。後に三輔に還り（三輔、咸陽県、昔秦皇此に殿観を置く）、三輔の人、之を宗仰す。」と記載しており、曇始による高句麗開導を記録している。さらに、曇始が始めて仏教を高句麗に齎したということは『法苑珠林』にも認められる。
高句麗では、小獣林王代に太学が建てられ、儒教教育をおこなったとされるが、太学や儒教と対を成す仏教が前秦の順道の高句麗入国によって齎されたように、高句麗の太学の整備も中国系移民の関与が想定され、中国系移民は高句麗の対内的・対外的国家的発展に多方面で活躍した。一方、中国系移民の役割があっても、太学の設置や儒教教育が可能だったのは、中国が朝鮮に設置した植民地である楽浪郡・帯方郡の郡民という基礎的土台が存在していたことが大きく、太学の設置や儒教教育を整備できたのは、それらを受容できるほど社会が発展していなければならず、それには、中国王朝の支配を長期間経験している楽浪郡・帯方郡民を高句麗が接収できたことが大きい。この関係を垣間みれるのは高句麗における仏教受容と太学設置である。順道の高句麗入国の3年後、高句麗は肖門寺と伊弗蘭寺を建立し、各々順道と阿道を住まわせており、高句麗では、仏教受容をめぐって殉教者（異次頓）をだした新羅のような葛藤が起きなかった可能性が高い。その背景には、仏教を信奉していた楽浪郡・帯方郡民を通じて仏教受容の土台が形成されていたからであり、また、貴族の子弟教育を通じて官吏を養成する太学設置も高句麗社会の漢文化が高水準に達していなければならず、これにも楽浪郡・帯方郡民を接収できたことが大きい。